# Cédric Carrez
Pour les articles homonymes, voir Carrez.
Cédric Carrez est un footballeur français né le 7 février 1974 à Lesquin (Nord). A son apogée, il évoluait au poste de défenseur. Il mesure 1,89 m pour 79 kg. 
Cédric Carrez a joué 83 matchs en Ligue 1 et 49 matchs en Ligue 2.

## Clubs
- .... - .... :  US Lesquin (jeunes)
- 1994 - 1998 :  Lille OSC (Ligue 1)
- 1998 - 1999 :  OGC Nice (Ligue 2, prêté)
- 1999 - nov. 2001 :  La Gantoise (Jupiler League)
- nov. 2001 - 2002 :  Eendracht Alost (Jupiler League)
- 2003-2009 :  Gap FC (CFA)